# Sześciwłóki
Sześciwłóki – wieś w Polsce położona w województwie podlaskim, w powiecie suwalskim, w gminie Wiżajny.
Wieś królewska starostwa niegrodowego wiżańskiego położona była w końcu XVIII wieku w powiecie grodzieńskim województwa trockiego. W latach 1975–1998 miejscowość administracyjnie należała do województwa suwalskiego.
Na południe od wsi położone jest Jezioro Jegliniszki.